# Emblema nacional de Azerbaiyán
El emblema nacional de Azerbaiyán o escudo de la República de Azerbaiyán (uno de tres símbolos del país junto a la bandera e himno nacional) mezcla elementos tradicionales y modernos. Es un símbolo de la independencia del Estado azerbaiyano.

## Significado
El punto focal del emblema es el fuego, símbolo antiguo de la tierra azerí y relacionado con las antiguas religiones persas como el zoroastrismo, sin embargo, representa el nombre de Alá.
Los colores usados en la composición del emblema son tomados de la bandera nacional. Estos colores se encuentran en el fondo detrás de la estrella de ocho puntas donde se muestra el fuego. La estrella simboliza las ocho ramas del pueblo turco, y entre cada punta de la estrella se encuentra un círculo amarillo (besante).
En la parte inferior del emblema hay un manojo de trigo, el principal producto agrícola de Azerbaiyán. La otra planta representada en la parte inferior es el roble.

## Historia
El proyecto del emblema nacional actual surgió durante los años 1918-1920 de la República Democrática de Azebaiyán, pero no fue posible aprobar y entrarlo en vigor como símbolo nacional.
Durante la existencia de la República Democrática de Azerbaiyán unas veces fue anunciado el concurso para la presentación del emblema nacional. Pero cada vez por alguna razón el concurso resultó ser un fracaso y en la última vez la aprobación del proyecto del escudo nacional se proponia para el segundo aniversario de la República Democrática de Azerbaiyán, el 28 de mayo de 1920. Por lastima, debido a la invasión soviética el 27 de abril y la caída de la República los planes fueron fracasados.
Después de 70 años del derrumbe de la República Democrática de Azerbaiyán el 17 de noviembre de 1990 fue delarada la preparación y la confirmación del nuevo escudo por Ali Majlis de la República Autónoma de Najichevan. para eso fue anunciado el concurso del mejor diseño del escudo nacional de la República de Azerbaiyán. Durante los años 1991-1992 fueron publicados muchos diseños del escudo azerbaiyano. A principios del año 1993 Milli Majlis de la República de Azerbaiyán reunió y discutió los diseños del escudo del concurso y de los hechos en los años de la República Democrática de Azerbaiyán. A fin de discusiones Milli Majlis confirmó el diseño del proyecto del escudo de la República Democrática de Azerbaiyán con algunas variaciones.  El emblema nacional fue adoptado por la Ley número 460 de 19 de enero de 1993 de la Constitución de la República Azerbaiyána “Sobre el escudo nacional de la República Azerbaiyána”.
| Ley Constitucional de la República de Azerbaiyán sobre el Escudo Nacional de la República de Azerbaiyán |
| La Reunión Nacional de la República de Azerbaiyán determina: 1. Aprobar la imagen de colores y en blanco y negro del Escudo Nacional de la República de Azerbaiyán. 2. La presente ley entra en vigor desde el momento de su firma. |

## Uso del escudo
La imagen del escudo estatal debe ser colocada
- en la residencia y en la oficina del Presidente de la República de Azerbaiyán;
- en el edificio del Parlamento de la República de Azerbaiyán, en las salas de reunión y en la oficina del presidente del Parlamento de la República de Azerbaiyán;
- en los edificios de los tribunales de la República de Azerbaiyán, tribunales militares, audiencias, oficinas de los presidentes del Tribunal Constitucional y Tribunal Supremo de la República de Azerbaiyán;
- en los edificios de los órganos estatales en los casos, previstos por la ley;
- en los edificios de los representaciones diplomáticas y comerciales, consulados de la República de Azerbaiyán.

La descripción del escudo estatal debe usarse
- en los sellos de los todos órganos estatales de la República de Azerbaiyán;
- en los formularios de las leyes de la República de Azerbaiyán, las decisiones del Parlamento. los decretos y órdenes del Presidente;
- en los formularios de los documentos de los órganos estatales;
- en el papel y monedas, emitidas por el Banco Nacional de la República de Azerbaiyán;
- en los títulos valores de la República de Azerbaiyán, en los bonos estatales;
- en los pasaportes de los ciudadanos azerbaiyanos, en los pasaportes diplomáticas y extranjeras;
- en las publicaciones oficiales del Parlamento de la República de Azerbaiyán, etc.[6]

## Escudos anteriores
- La República Federativa Socialista Soviética de Transcaucasia, que incluía también a Georgia y Armenia (1922-1936), incorporaba a su escudo motivos de los tres pueblos integrantes y, como hecho inusual, combinaba elementos islámicos como el creciente y comunistas como la hoz y el martillo. El símbolo armenio era el monte Ararat.
- La República Socialista Soviética de Azerbaiyán (1936-1991) adoptó un escudo circular junto con las señales comunistas de la hoz y el martillo y la estrella roja. Las espigas de trigo también estaban presentes en el escudo utilizado anteriormente durante la época soviética, de modelo típicamente socialista -con la estrella roja de cinco puntas, la hoz y el martillo y un sol naciente-, que también incluía símbolos de la riqueza del país como el algodón y, de manera destacada, una torre de extracción de petróleo. Este escudo fue adoptado por la República Socialista Soviética de Azerbaiyán en 1937 y fue sustituido por el actual a raíz de la independencia del país.

Escudo informal de la República Democrática de Azerbaiyán (1918-1921)
Emblema de la República Socialista Soviética de Azerbaiyán (1921-1927)
Emblema de la República Socialista Soviética de Azerbaiyán (1927-1931)
Emblema de la República Socialista Soviética de Azerbaiyán (1931-1937)
Emblema de la República Socialista Soviética de Azerbaiyán (1937-1940)
Emblema de la República Socialista Soviética de Azerbaiyán (1940-1978)
Emblema de la República Socialista Soviética de Azerbaiyán (1978-1992)
Escudo de armas de Shirván según Vakhushti
Escudo de armas de Arrán según Vakhushti